# Makóshine
Makóshine (en ucraniano: Макошине, romanizado: Makóshyne) es un pueblo ucraniano perteneciente al óblast de Chernígov. Situado en el norte del país, forma parte del raión de Koriúkivka y del municipio (hromada) de Mena.

## Toponimia
El nombre del lugar en ruso es Makóshino (en ruso: Макошино).

## Geografía
Makóshine se ubica en la orilla septentrional del río Desná, unos 10 km al sureste de Mena.

## Historia
Se conoce la existencia de la localidad desde 1153, cuando era una ciudad del principado de Chernígov llamada Jorobor (en ucraniano: Хоробор), posteriormente destruida por la invasión mongola de la Rus de Kiev.
A finales del siglo XIV se crearon dos pequeñas localidades en las ruinas de Jorobor, que se unificaron en el siglo XVI, dando lugar al actual Makóshine. En el siglo XVII obtuvo el estatus de miasteczko y se abrieron aquí dos monasterios. En 1825 se abrió aquí una de las primeras fábricas de azúcar de la actual Ucrania. 
En la revolución rusa de 1905, hubo disturbios entre los campesinos, los trabajadores de los aserraderos y los ferrocarriles. Durante la ocupación alemana en la Segunda Guerra Mundial, hubo un grupo partisano operando en el pueblo por el que fueron fusilados 62 civiles.
La RSS de Ucrania le dio el estatus de asentamiento de tipo urbano en 1964. Hasta 2016, Makóshyne tuvo su propio ayuntamiento en el raión de Mena, que incluía como pedanía a Ostápivka.
Hasta el 18 de julio de 2020, Makóshine fue parte del raión de Mena. El raión se abolió en julio de 2020 como parte de la reforma administrativa de Ucrania, que redujo el número de raiones del óblast de Chernígov a cinco. El área del raión se dividió entre el raión de Chernígov y el de Koriúkivka, con Makóshine formando parte de este último.En 2023, perdió el estatus de asentamiento de tipo urbano en la legislación ucraniana debido a la eliminación de este estatus administrativo.

## Demografía
La evolución de la población de Makóshine entre 1979 y 2022 fue la siguiente:
| 2999                                                          | 3171 | 2696 | 2404 | 2363 | 2174 | 2081 |
| (Fuente: Cities & Towns of Ukraine y UKRAINE: Größere Städte) |      |      |      |      |      |      |

Según el censo de 2001, la lengua materna de la mayoría de los habitantes, el 95,77%, es el ucraniano; del 3,78% es el ruso.

## Infraestructura

### Transporte
Makóshine está conectada por carretera con Mena. Hay una estación de tren en la línea que une Bájmach con Mena, Snovsk y Gómel.